# Фріц Штюрц
Фріц Штюрц (нім. Fritz Stürtz; 5 липня 1894 — 29 лютого 1944, ЕРСР) — німецький офіцер, майор вермахту. Кавалер Лицарського хреста Залізного хреста.

## Нагороди
- Залізний хрест 2-го і 1-го класу
- Золотий хрест «За військові заслуги»
- Почесний хрест ветерана війни з мечами
- Застібка до Залізного хреста 2-го і 1-го класу
- Лицарський хрест Залізного хреста (29 лютого 1944, посмертно) — як командир 2-ї роти 16-го батальйону постачання.